# Secamone laxa
Secamone laxa är en oleanderväxtart som beskrevs av J. Klackenberg. Secamone laxa ingår i släktet Secamone och familjen oleanderväxter. Inga underarter finns listade i Catalogue of Life.